# Winterstein (Saské Švýcarsko)
Winterstein, nazývaný také Hinteres Raubschloss nebo Raubstein  (v překladu z němčiny Loupežnický hrad nebo Loupežnický kámen), je pískovcový skalní masiv, svědecký vrch v Národním parku Saské Švýcarsko na území spolku obcí Bad Schandau (Verwaltungsgemeinschaft Bad Schandau) v německé spolkové zemi Sasko. Na vrcholu Wintersteinu se nacházejí pozůstatky stejnojmenného skalního hradu. 

## Geografie a geologie
Winterstein se nachází na katastrálním území Ostrau v neobydlené části  Großer Zschand, nejdelšího bezvodého údolí v Saském Švýcarsku. Geomorfologicky tato oblast náleží do saské části Děčínské vrchoviny (Labských pískovců). Asi 150 metrů jižněji od Wintersteinu se nacházejí skály Bärfangwänden (Bärfangwarte, Bärfangkegel), které převyšují Winterstein o 30 metrů. Západně se rozprostírá bezvodé údolí Kleiner Zschand, nad jehož okraji se zvedají vrcholy Großer Winterberg a Kleiner Winterberg. Při jižním okraji Winterbergu, oddělená pouze úzkou skalní průrvou, se nachází mohutná skalní věž Wintersteinwächter, která je vyhledávanou horolezeckou lokalitou s vyznačenými lezeckými cestami.
Z geologického hlediska se jedná o oblast mořských sedimentů o mocnosti až 400 metrů, pocházejících z druhohorního křídového období. Rozměry základny svědeckého vrchu, který je pozůstatkem rozsáhlejšího pískovcového masivu, jsou zhruba 120 x 50 metrů. Jeho vnější kolmé skalní stěny jsou vysoké 90 až 100 metrů, uvnitř skály se nachází puklinová jeskyně Klufthöhle, kterou vede cesta vzhůru skalním komínem na vrcholovou plošinu.

## Historie
Středověký skalní hrad patřil k největším objektům tohoto druhu v oblasti Saského Švýcarska, avšak o jeho vzniku neexistují konkrétní písemné doklady. Předpokládá se, že byl vybudován ve 13. století Berky z Dubé jako strážní hrad při obchodní stezce, která vedla z Bad Schandau, respektive z Postelwitz až do Žitavy, jak tomu napovídá datování středověké keramiky, nalezené v tomto místě. (Existence této obchodní stezky však byla historiky později zpochybněna). 

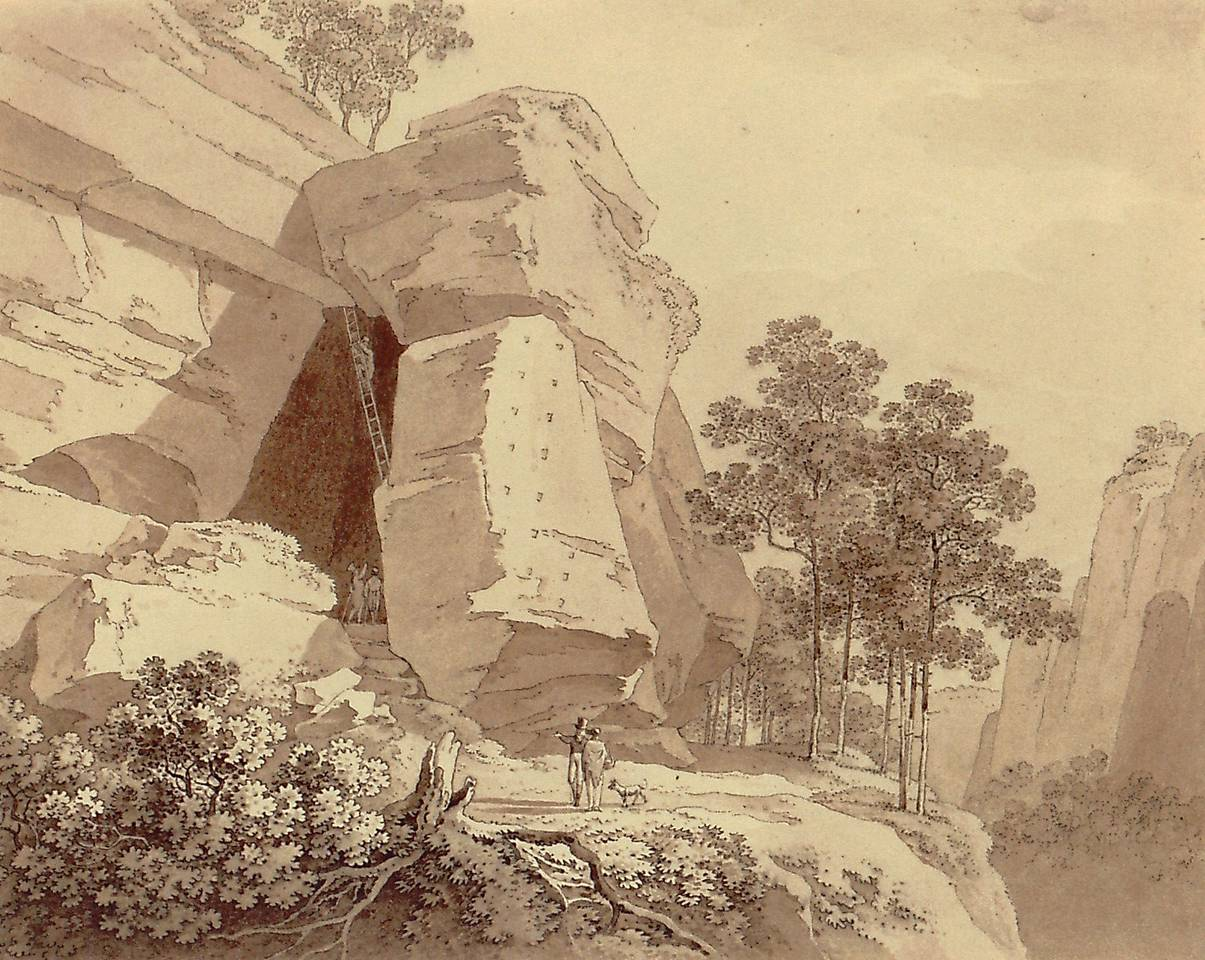
Adrian Zingg: "Raubstein" (pravděpodobně kolem roku 1790)

Jiná hypotéza předkládá teorii, že hrad nechal zbudovat král Václav I. kolem roku 1241 při opevňování českého území během mongolského vpádu do Evropy. První písemná zmínka je až z roku 1379, kdy český král Václav IV. dal hrad do zástavy svému komořímu Těmovi z Koldiců (Thimo von Colditz). Podle dobových pramenů hrad přestal být využíván již po roce 1450. K hradnímu opevnění náležela i strážní hláska na 200 metrů vzdálené skále zvané Wartburg, která je nyní rovněž součástí zdejší horolezecké skalní oblasti. Asi 400 metrů severozápadně od Wintersteinu je místo zvané Bärenfanggrube, kde jsou patrné pozůstatky místnosti, zatesané do skály.
Rovněž není přesně známo, odkdy začal být masiv Wintersteinu využíván turisticky a horolezecky, určité zprávy v tomto směru však existují z počátku 19. století. Na přelomu 18. a 19. století se místo stalo také předmětem zájmu německých romantických malířů. Prvním známým  zobrazením Wintersteinu je mědiryt Adriana Zingga, datovaný pravděpodobně do roku 1790. První fotografie Wintersteinu pořídil fotograf Hermann Krone v roce 1855. Na jeho dalších snímcích z roku 1885 je vidět dřevěný žebřík, podobný tomu z Zinggova obrazu, díky kterému bylo možno vystoupit na vrcholovou plošinu skály. První zaznamenaný horolezecký výstup na Winterstein se uskutečnil v roce 1921.

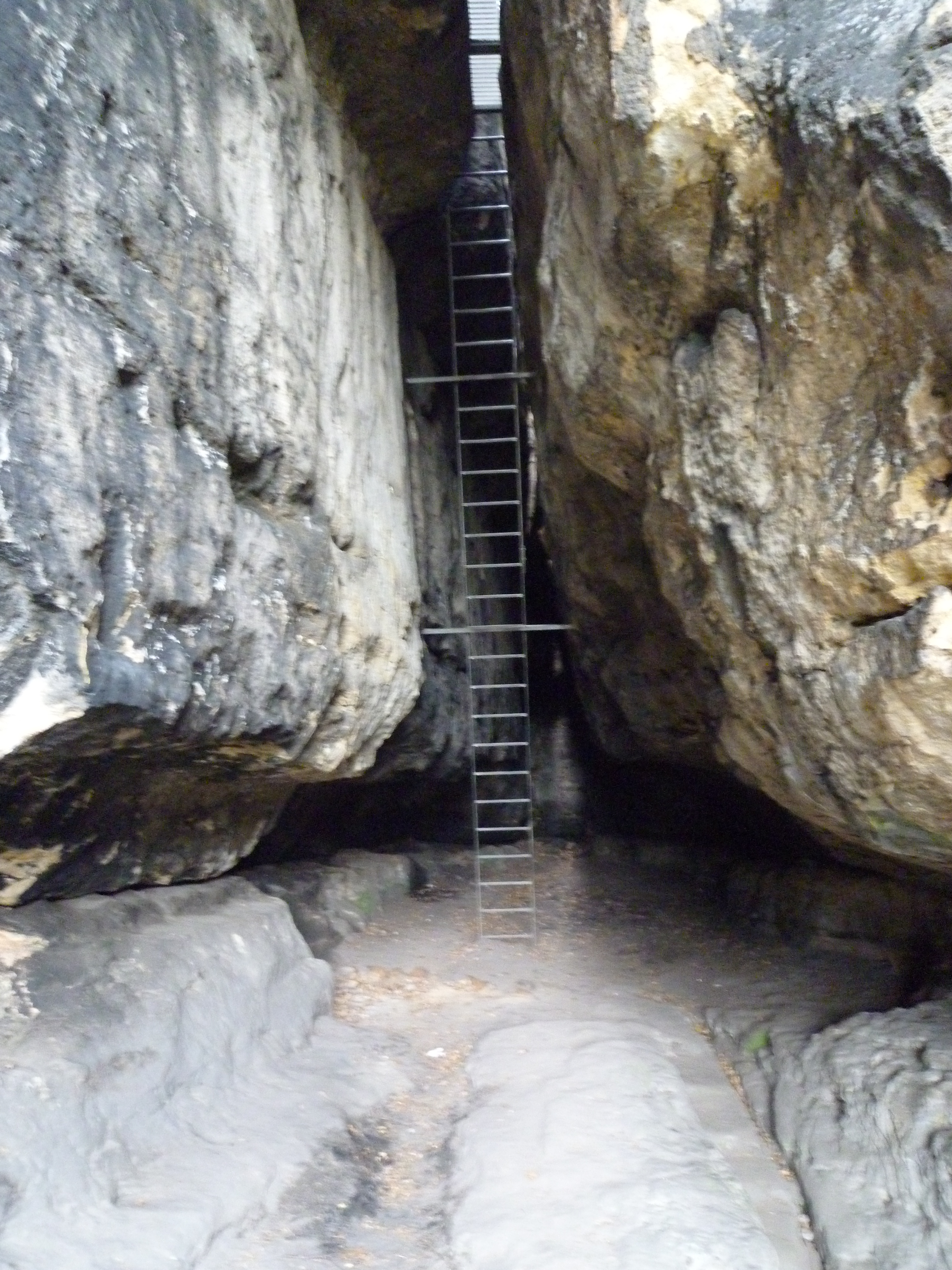
Žebřík ve skalním komíně

Po skončení druhé světové války byl žebřík zchátralý a nebezpečný, proto jej členové klubu Wanderlust 1896 z Drážďan, nejstaršího horolezeckého a turistického klubu v Sasku, museli v roce 1948 odstranit. Zároveň byl Winterstein oficiálně zařazen mezi saské horolezecké skalní oblasti a bylo zde vyznačeno 19 lezeckých cest. V roce 1952 členové spolku Naturfreunde z Bad Schandau zde postavili nový žebřík, umožňující turistům přístup na vrchol. Tato přístupová cesta pak byla rekonstruována a obnovena v 90. letech 20. století.

## Přístup
Podél jižního úpatí Wintersteinu vede červeně značená turistická cesta Königsweg roklí, zvanou Raubsteiner Schlüchte. Významná saská turistická trasa Malířská cesta prochází mezi skalami asi 500 metrů jižněji. Pod skalami je turistický rozcestník a informační tabule. Bez použití horolezeckého vybavení je na vrchol skal k pozůstatkům středověkého hradu výstup možný jen po kamenných schodech a posléze po dlouhém kovovém žebříku, umístěném v jeskyni Klufthöhle.